# Jardín de Plantas Medicinales, Facultad de Farmacia de la Universidad de Kobe

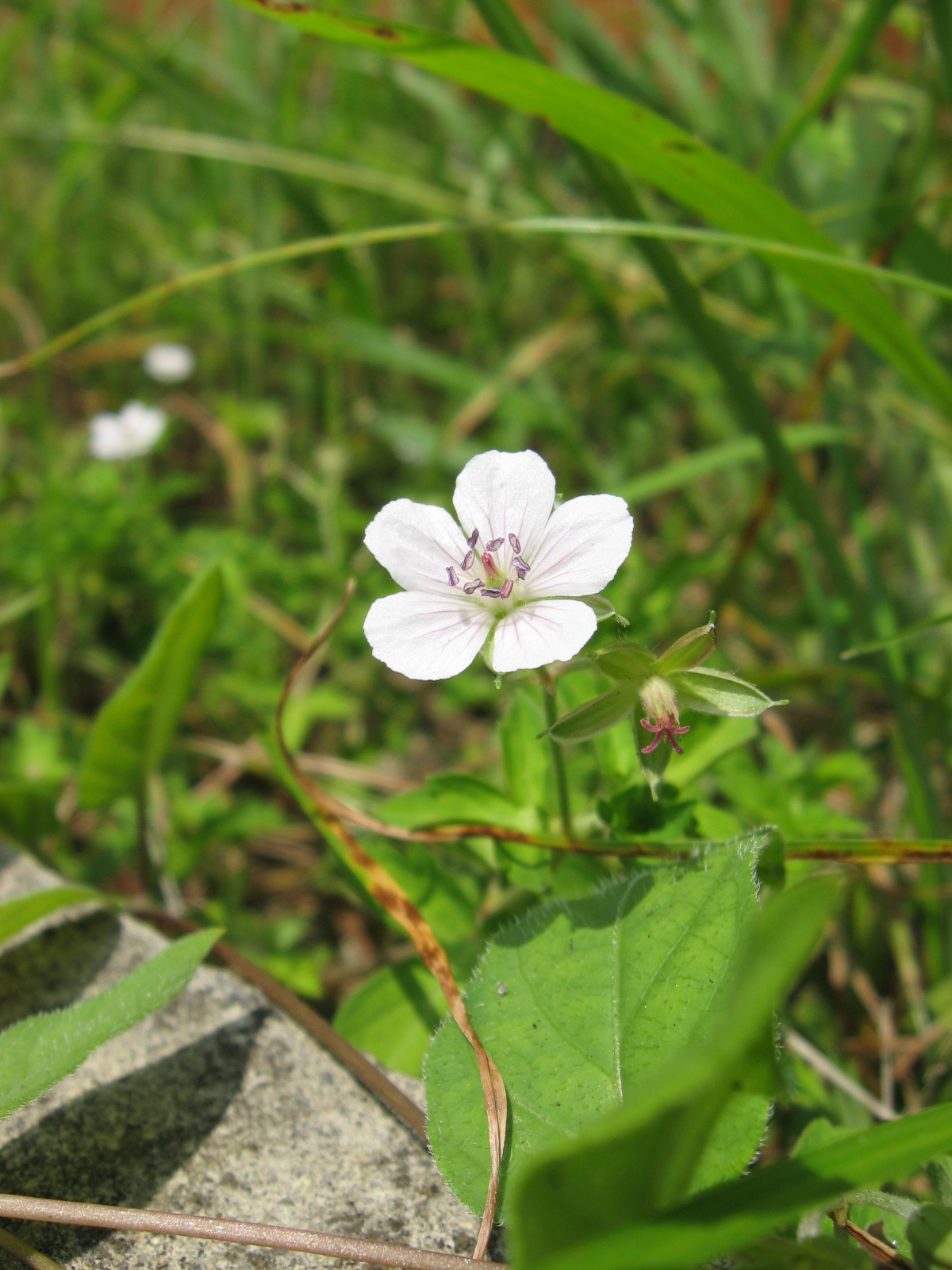
Geranium thunbergii una de las especies cultivadas en el jardín botánico.

El Jardín de Plantas Medicinales de la Universidad de Farmacia de Kobe en japonés: 神戸薬科大学薬用植物園 es un jardín botánico de 2 776 m² de extensión, administrado por la Universidad de Kobe universidad estatal que se encuentra en Kōbe, prefectura de Hyōgo, Japón. Fue fundado en 1933.

## Localización
Se encuentra ubicado en Motoyamakitamachi 4-19-1, Higashinada-ku, Kōbe-shi, Hyogo-ken, 658-0003, Japón. Se encuentra en el interior del campus. 34°43′N 135°17′E / 34.717, 135.283
- Altitud: 34
- Temperatura media anual: 15,6 °C
- Precipitaciones medias anuales: 1 315,5 mm

Se encuentra abierto los días laborables que funciona la universidad.

## Colecciones
Se cultivan alrededor de 250 especies de plantas medicinales.
Las plantas se exhiben agrupadas en secciones: 
- Invernadero de 163 m²,
- Zona de cultivo de unas 250 especies de plantas y de árboles japoneses que tienen un uso medicinal. Se pueden encontrar las plantas siguientes según las temporadas:

Primavera: Epimedium sempervirens, Erythronium japonicum, Papaver orientale, Amsonia elliptica, Digitalis purpurea, Carthamus tinctorius,

Verano: Hydrangea macrophylla var. Thunbergii, Saururus chinensis, Platycodon grandiflorum, Scutellaria baicalensis, Gardenia augusta, Aconitum japonicum

Otoño: Polygonum tinctorium Lour., Angelica keiskei, Geranium thunbergii, Crocus sativus, Farfugium japonicum

Invierno: Tussilago farfara, Hamamelis japonica Sieb. et Zucc., Coptis japonica, Chimonanthus praecox, Cornus officinalis, Narcissus tazetta var. chinensis 
- Biblioteca, y datos informáticos sobre las plantas medicinales.

## Actividades
En sus laboratorios se llevan a cabo programas de investigación sobre el patrimonio genético de las plantas medicinales y estudios farmacéuticos. 